# Eucharitidae
Eucharitidae är en familj av steklar. Eucharitidae ingår i överfamiljen glanssteklar, ordningen steklar, klassen egentliga insekter, fylumet leddjur och riket djur. Enligt Catalogue of Life omfattar familjen Eucharitidae 405 arter. 

## Bildgalleri

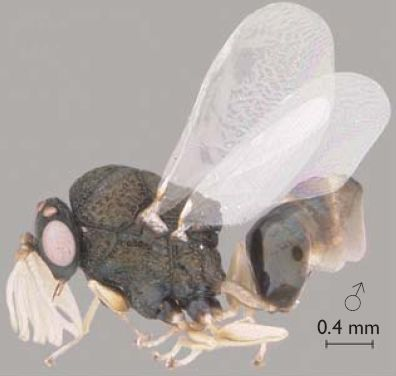
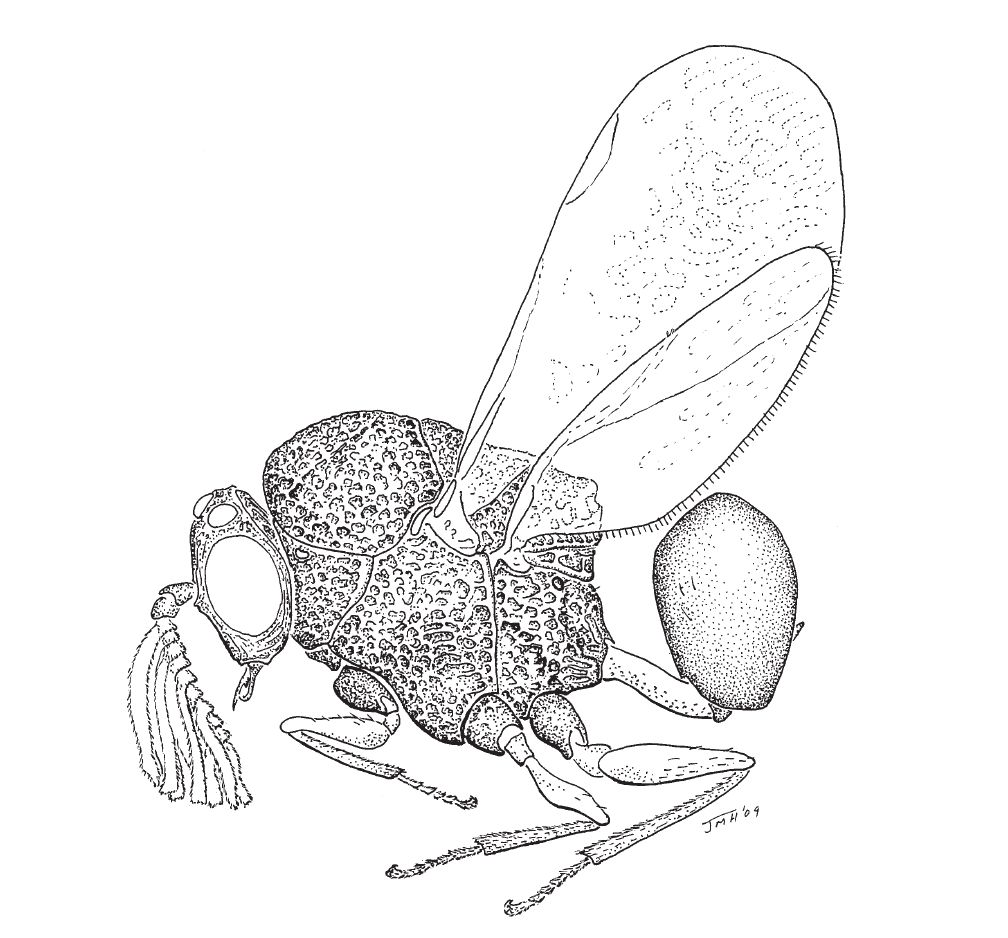
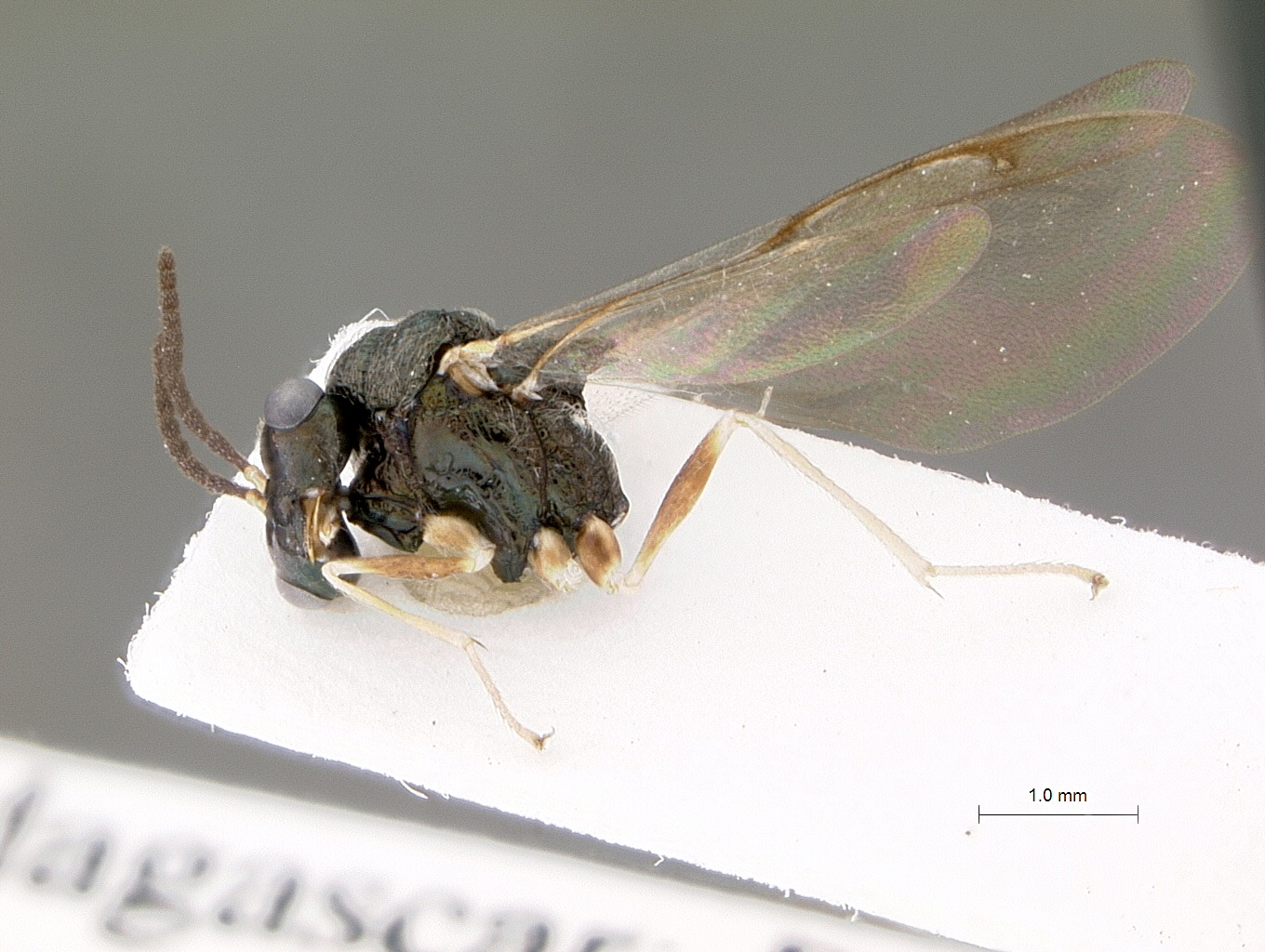
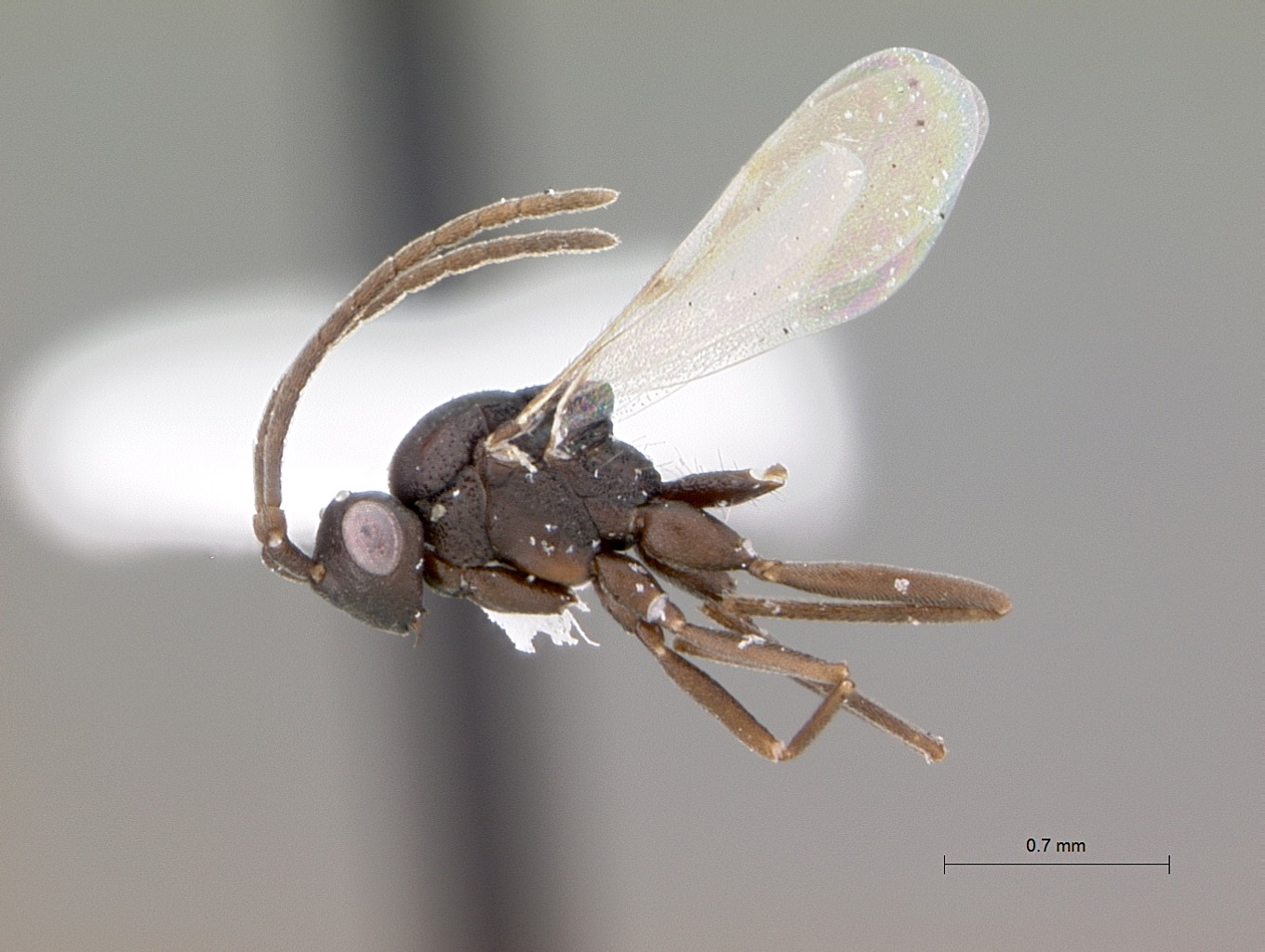
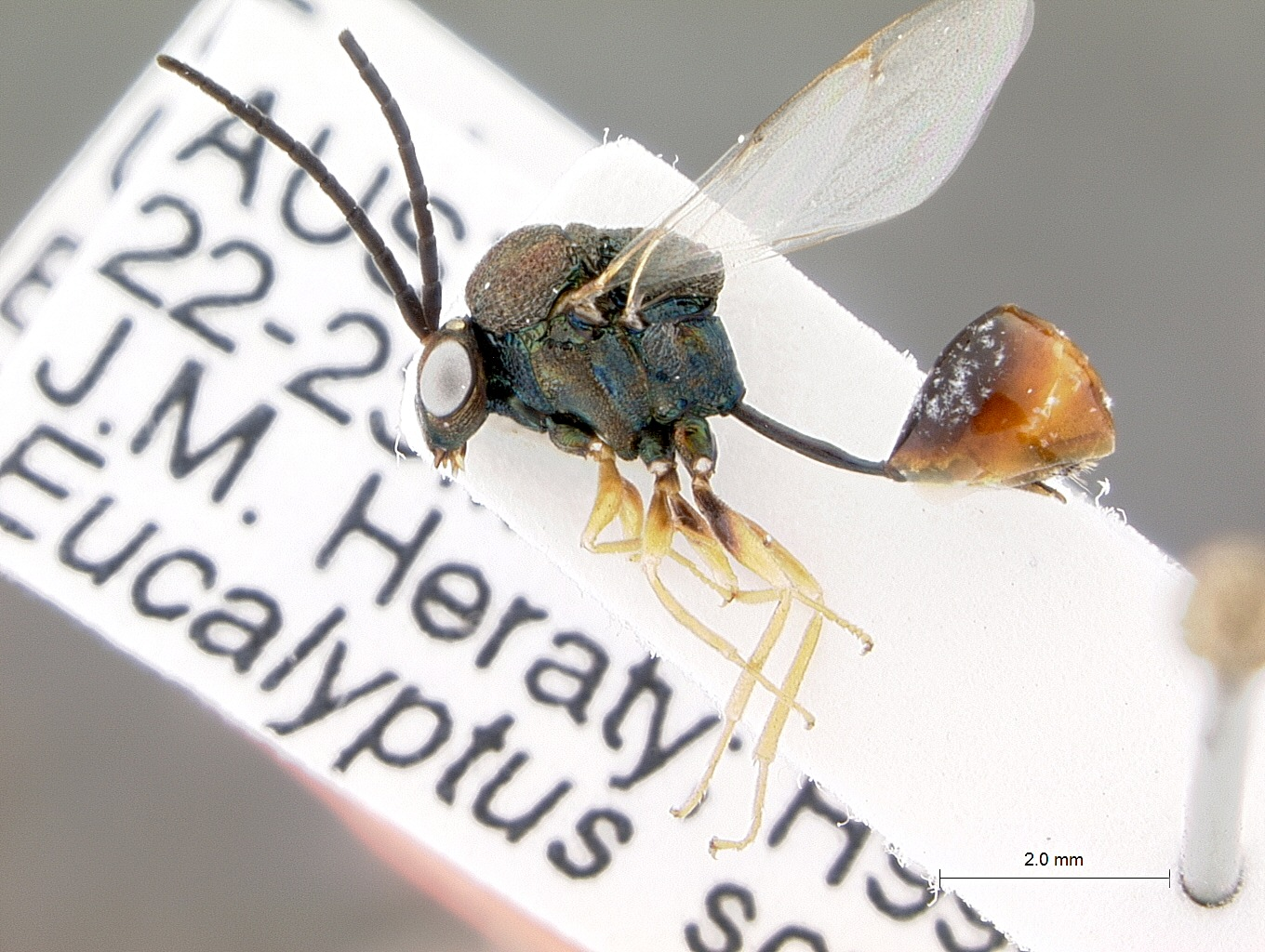
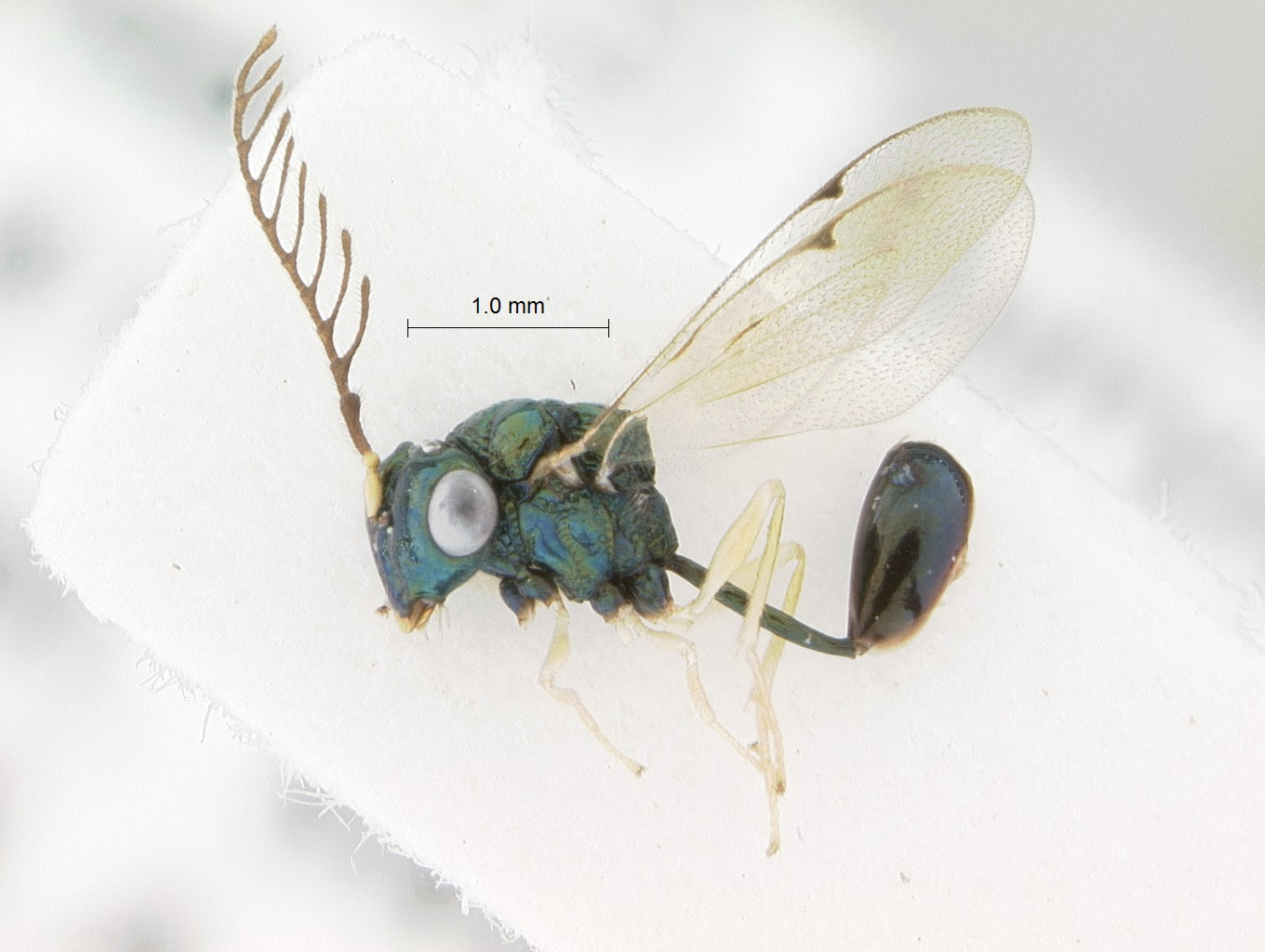

## Dottertaxa till Eucharitidae, i alfabetisk ordning[1]
- Akapala
- Ancylotropus
- Anorasema
- Apometagea
- Athairocharis
- Austeucharis
- Babcockiella
- Carletonia
- Chalcura
- Cherianella
- Colocharis
- Cyneucharis
- Dicoelothorax
- Dilocantha
- Eucharis
- Eucharissa
- Galearia
- Gollumiella
- Hydrorhoa
- Indosema
- Isomerala
- Kapala
- Lasiokapala
- Laurella
- Leurocharis
- Lirata
- Liratella
- Lophyrocera
- Mateucharis
- Mictocharis
- Mimistaka
- Neolosbanus
- Neostilbula
- Obeza
- Orasema
- Orasemorpha
- Parakapala
- Parapsilogastrus
- Pogonocharis
- Pseudochalcura
- Pseudometagea
- Psilocharis
- Rhipipalloidea
- Saccharissa
- Schizaspidia
- Stilbula
- Stilbuloida
- Striostilbula
- Substilbula
- Thoracantha
- Thoracanthoides
- Timioderus
- Tricoryna
- Zulucharis